# Roma criminal (novela)
Roma criminal o Una novela criminal (Romanzo criminale) es una novela escrita por el juez Giancarlo De Cataldo. Está inspirada en la verdadera historia de la banda de la Magliana, la cual operó en Roma (Italia) desde finales de los años setenta y los años noventa. Esta novela, publicada por la casa editorial Einaudi, inspiró la película homónima de Michele Placido y la serie de televisión dirigida por Stefano Sollima.
La novela describe la interconexión entre el estado y la criminalidad desde los años setenta; las luchas entre las bandas por el control del tráfico de drogas, la prostitución y el juego de azar en la ciudad de Roma; recorre, además, desde el punto del crimen organizado, la historia de una década desde el secuestro de Aldo Moro.

## Argumento
En la Roma de los años setenta, una banda de criminales pretende apoderarse de la ciudad mediante una estrategia de corte mafiosa. En esa época, mientras varios grupos del crimen organizado luchaban por hacerse con el control de la ciudad, a la vez que la policía centraba sus recursos en combatir al terrorismo, se gestaba una nueva banda despierta e inteligente que destacó sobre el resto y se hizo con el control de la ciudad aprovechándose de los problemas sociales.
De esta manera, el Libanés, el Frío, el Dandy y el Seco, acompañados de comparsas más o menos de relevo, se hacen con el control de la delincuencia común que en ese momento se había limitado a los barrios. La conquista del territorio se inicia con el secuestro de personas y sobre todo, con la decisión de no repartirse el rescate y de reinvertirlo en la adquisición de un cargamento de droga. Con efecto más bien colateral, consigue hacerse con el control de la ciudad, dejando solo las zonas de Centocelle y Tuscolano, donde la banda local se resiste a perder su posición. 
La organización se inicia en el mercado de la droga, para pasar a abarcar el control de todo negocio ilegal, desde la prostitución y el juego a la gestión del "Seven Climax", que será uno de los locales que tendrán en la ciudad. Es impresionante el nivel organizativo dentro de la banda. Además, se le añade "hacer girar y soldar, el Seco, el "cavalli" y pequeños espacios, entre otros. 

### Primera parte
La banda nace cuando el Libanés y sus socios se encuentran con el Frío y los suyos, siguiendo a un ladrón: El coche del Libanés ha sido robado por un drogadicto que lo revendió al Frío. Después de los primeros momentos de tensión, los dos acuerdan unirse dando origen a una asociación criminal.
El logro progresa y se conforma una sociedad similar a la mafia siciliana, superando los pequeños intereses de la pequeña mafia en vista de objetivos más ambiciosos. El primer golpe es el secuestro del barón Rosellini. El prisionero se confía a otra banda. Uno de los guardias inadvertidamente muestra su rostro, lo que le obligó a matar al barón. Sin embargo, el rescate es pagado. La banda, a sugerencia del Libanés y el Frío, decidió reinvertir la mayor parte de las ganancias para el tráfico de drogas. A tal fin, celebrar un acuerdo con la Camorra de Raffaele Cutolo. Uno de los miembros de la banda, apodado Satanás, no está de acuerdo con la reinversión y decide dejar la asociación.
Para investigar el secuestro se unen el policía Nicholas Scialoja y el fiscal adjunto Borgia. Scialoja, siguiendo el hilo de algunos de los billetes marcados, usados en el pago del rescate, se remonta a Patrizia, una prostituta vinculada al Dandi, uno de los líderes de la banda. Pero no encuentra pruebas que relacionen a Dandi con el secuestro.
El crecimiento de las actividades delictivas de la banda entra en conflicto con los intereses del Terrible, otro ladronzuelo de Roma. El Terrible, para deshacerse de su nuevo enemigo, avisó a la policía y los miembros de la banda entran en la cárcel. Sin embargo poco después son liberados por falta de pruebas.
Durante el mismo período, Aldo Moro es secuestrado por las Brigadas Rojas. La banda inicialmente estableció contacto con el servicio secreto para ayudar en la liberación de Moro, pero más tarde se dan cuenta de que nadie está realmente interesado en salvar la vida del político democristiano. Moro es asesinado por las Brigadas Rojas un mes y medio después del secuestro.
Finalmente, se decide enfrentarse directamente con el Terrible. Al quedarse solo, el Terrible intenta buscar la ayuda del Sardo para encontrar un refugio seguro. El Sardo lo vende a la banda, revelando el escondite. Es asesinado a disparos y el Frío asesta el golpe de gracia con un cuchillo que guardaba el Libanés. En el asesinato no participó el Libanés, el cual tenía razones personales para odiar Al Terrible y por ello fue el principal sospechoso. Inmediatamente después el Frío es arrestado por una denuncia que data de antes de la formación de la banda. El Libanés mata al denunciante, para compensar la eliminación del Terrible a manos del Frío.
La reinversión de la actividad de lavado de dinero se expande. A Patrizia se le compra para que solo sea la novia de Dandi y deje la prostitución abriéndole un burdel de lujo y la banda abre un local donde clandestinamente se mueven a alto nivel el juego ilegal. En el grupo consigue infiltrarse un representante de la mafia siciliana llamado Nembo Kids, dos agentes secretos apodado Zeta y Pigreco, y un miembro de la extrema derecha llamado el Negro.
Zeta y Equis tratan de confundir a la investigación. Para ello, chantajean al Comisario Scialoja, culpable de evasión en Francia de una activista de izquierda, sospechosa de terrorismo y, así, le obligan a ser transferido a Módena.
El Negro, a petición propia y con el apoyo de un dirigente de la mafia, mata a El Piojo,un periodista famoso por airear un escándalo político incómodo. (El evento es, en la historia real, el asesinato de Mino Pecorelli, que había lanzado acusaciones contra Giulio Andreotti). Un personaje político llamado El Viejo está moviendo los hilos de Zeta y Pi; usando el poder de presión de la fuerza pública para obligar a la banda a trabajar bajo sus órdenes, hace que algunos de los miembros de la banda sean detenidos, incluido el Líbanes, por un corto tiempo y cierra el garito y el burdel.
La relación entre el Libanés y el Frío no funciona debido a la relación con los servicios secretos, el Frío no la respalda, y tampoco las grandiosas y poco realistas ambiciones del Libanés. La situación se vuelve cada vez más tensa; El Libanés pierde mucho en el juego y una tarde, después de haber contraído una enorme deuda con los hermanos Gemito, antiguos aliados de El Terrible, se niega a pagarlos y les insulta de manera brutal. La reacción no se hace esperar: El Libanés es asesinado por dos hombres armados en la calle.
Mientras tanto, Scialoja forma parte de las operaciones de rescate formadas después de la masacre en la estación de tren de Bolonia. Él se convence para volver a Roma y continuar la investigación sobre la banda, pudiendo, a través de su amigo de la Magistratura, el juez Borgia, trasladarse a Roma.

### Segunda parte
La banda, ahora liderada por el Frío, busca vengar al Libanés, pero al principio con poco éxito. Mario el Sardo deja el manicomio criminal y pretende obtener más poder y dinero. Es eliminado. Por último, la banda se las arregla para encontrar y asesinar a los hermanos Gemito, pero durante la emboscada, Ricotta y Buffalo son capturados por la policía.
Dandi se une cada vez más a la mafia siciliana y a los servicios secretos. Empieza a hacer negocios con Trentadenarios, solo y sin informar a los demás miembros de la banda.
Cuando Patrizia sale de la cárcel, aumenta su relación con Scialoja, y, finalmente, antes de partir, le dice la ubicación de las armas en una banda, situadas en un subterráneo del Ministerio. El depósito de armas es descubierto y el guardián de las armas revela la el nombre de algunos miembros de la pandilla a la policía.
Mientras que el Frío está en la cárcel por un legado de viejos crímenes, el resto de la banda se convierte cada vez más en un grupo inestable y violento. Llevan a cabo la venganza del Libanés contra rivales de pequeño calibre. A Nembo Kid el tío Carlo le confía el asesinato de un banquero en Milán, pero la operación sale mal y es asesinado por la policía.
El Frío intenta matar al Rata, por haber vendido heroína a su hermano Gigio, aprovechando que ambos están detenidos. El Rata se arrepiente y pone de manifiesto toda la estructura de la investigación de la banda: Todos fueron arrestados, excepto Dandi

### Tercera Parte
Dandi continua en prisión, donde recibe las visitas de Patrizia. Por último, todos los miembros de la banda son liberados gracias a las intrigas del Viejo. Sólo Buffalo y Ricotta, que fueron capturados en la comisión de un delito, siguen en prisión. Buffalo incuba un odio rabioso contra el Dandi, consigue ser declarado clínicamente loco y finalmente se escapa de la prisión psiquiátrica. Forma su propia banda y en el momento oportuno, asesina a Dandi.
Mientras tanto, el Frío ha huido a Suramérica con Roberta, la exnovia de su hermano y su nueva amante, por la que lo dejó todo. Gigio es asesinado, como supuesta venganza por la muerte de Dandi, rumor que había extendido el Seco. La policía consigue encontrar al Frío, el cual se arrepiente y colabora con la justicia. El resto de miembros que quedan en la banda son condenados a penas graves de prisión.

## Personajes

### Miembros de la Banda
- El Libanés
- El Frío
- Dandi
- Búffalo
- Treintamonedas o Treintadenarios
- Nembo Kid
- El Negro
- Hermanos Bufoni
- Cíclope
- Fideo
- Tapón
- El Rata

### Otros personajes
- Mario el Sardo:
- Rizo de oro:
- El Terrible
- El Puma:

### Correspondencia con la realidad
Aunque De Cataldo hace uso de nombres ficticios en la novela, y, bajo su propio admisión, la novela no se debe considerar la historia real de la Banda Magliana, puede reconocerse, en la mayoría de los personajes, sus correspondientes en la realidad:
- Patrizia - Sabrina Minardi
- El Libanés - Franco Guiseppucci, "er Nero"
- El Frío- Maurizio Abbatino, "Crispino"
- Dandi - Enrico De Pedis, "Renatino"
- Nembo Kid - Danilo Abbruciati, "er Camaleonte"
- Mario "el Sardo" - Nicolino Selis
- Bufalo - Marcello Colafigli, "Marcellone"
- Ricotta - Antonio Mancini, "Accattone"
- Tapón - Raffaele Pernasetti, "er Palletta"
- Trentadenarios - Claudio Sicilia, "er Vesuviano"
- Donatella - Fabiola Moretti
- Fideo - Edoardo Toscano, "Operaietto"
- Cíclope - Libero Mancone
- Aldo Buffoni - Giuseppe Carnovale
- Carlo Buffoni - Vittorio Carnovale
- El Negro - Massimo Carminati
- El Seco - Enrico Nicoletti
- El Rata - Fulvio Lucioli
- El Terrible - Franco Nicolini, "Franchino er Criminale"
- Los gemelos Gemito - I fratelli Proietti, "i Pesciaroli"
- Juez Borgia - una mezcla de Ferdinando Imposimato / Otello Lupacchini
- Scialoja - una mezcla de Nicola Cavaliere / Nicolò D'Angelo
- El Larinés - Antonio Chichiarelli
- El Niño - Antonio D'Inzillo
- El Sellerone - Paolo Aleandri
- Tio Carlo - Pippo Calò
- Il Mafioso - Stefano Bontade
- Il Cravattaro - Domenico Balducci, "Memmo"
- El Piojo - Mino Pecorelli
- Rizo de oro - Antonio Leccese
- El Puma - Gianfranco Urbani, "er Pantera"
- El Maestro - Flavio Carboni
- Turi Funciazza - Toto Riina
- El Profesor - Raffaele Cutolo
- El profesor Cervellone - Aldo Semerari
- El Viejo - Federico Umberto D'Amato
- Zeta y Equis - Pietro Musumeci y Giuseppe Belmonte
- El Esmirriado - Ettore Maragnoli
- El Banquero - Roberto Rosone
- El Tedesco - Bruno Nieddu
- Mazzocchio - Alessandro D'Ortenzi, "er Zanzarone"
- Satanás - Giovanni Girlando, "er Roscio"
- El Conde Ugolino - Dante Del Santo, "er Cinghiale"